# Крістоф Магнусон
Крістоф Магнуссон (справжнє ім'я Крістоф Вейтемеєр-Магнуссон, нар. 4 березня 1976; Гамбург) — ісландсько-німецький письменник і перекладач. Живе у Берліні.

## Життя та літературна діяльність
Навчався на виконавця церковної музики, потім вивчав літературну та сценарну майстерність у Лейпцигу та Берліні, ісландську літературу у Рейк'явіку. Його творчість охоплює різні жанри — романи, театральні п'єси, оповідання та репортажі. Крім того, Магнуссон перекладає ісландську літературу німецькою мовою. За свою літературну та перекладацьку роботу він відзначений багатьма нагородами, стипендіями на перебування як запрошеного автора та перекладача. Серед них стипендія Інституту імені Гете Stadtschreiber у Пуне (Індія); Writer in Residence у Массачусетському технологічному інституті та Translator in Residence у Європейській перекладацькій колегії Штралена (Europäisches Übersetzer-Kollegium Straelen). Магнуссон викладав у багатьох університетах. Він є членом ПЕН-клубу Німеччини.
Широку популярність здобула його п'єса «Männerhort» (2002). Комедія була перекладена французькою, англійською, шведською, турецькою, болгарською, естонською, словацькою, чеською та польською мовами. Понад 80 театрів здійснили постановку п'єси.
У 2018 році російське видавництво Ексмо випустило роман «Анатомія щастя». Романи Магнуссона користуються великим інтересом і перекладаються різними мовами. Зі своїм дебютним романом автор був запрошений до участі у конкурсі ім. Інгеборг Бахман — найбільший у німецькомовному просторі літературний конкурс. Два наступні романи також привернули до себе значну медійну увагу, посіли місце у списках німецьких бестселерів. Його роман «Das war ich nicht» (укр. Це був не я) про спекуляції на біржі і тим самим торкаючись проблеми суспільства був номінований на Німецьку книжкову премію у 2010 році.
Стиль Крістофа Магнуссона відрізняється гумором та легкістю. В одному інтерв'ю він сказав: «Гумор для мене […] це дуже важливий спосіб бачення світу. […] І як подивишся навколо — на те, що відбувається сьогодні у галузі політичної риторики, — так мимоволі погодишся з тим, що люди, позбавлені почуття гумору, не заслуговують на довіру. Адже гумор — це певний тип сприйнятливості, а й уміння поглянути себе з боку. Людина, яка має почуття гумору, навряд чи стане легкою жертвою маніпуляцій. І вже точно те, що об'єднує всі тоталітарні режими, так це повна відсутність у них почуття гумору».